# Волшебный город
«Волше́бный го́род» (англ. Magic City) — американская телевизионная драма, созданная Митчем Глейзером для телеканала Starz. Starz анонсировал премьеру первого эпизода 30 марта 2012 года. Премьера состоялась 6 апреля 2012 года. Starz продлил сериал на второй сезон 20 марта 2012 года. 14 июня 2013 года состоялась премьера 2 сезона. 5 августа 2013 года стало известно, что Starz отказываются от дальнейшего производства сериала.

## Синопсис
1959 год, Майами, штат Флорида после Кубинской революции. История Айка Эванса (Джеффри Дин Морган), владельца самого гламурного отеля Майами, Мирамар. Эванс вынужден заключить злополучный контракт с боссом мафии Майами Беном Даймондом (Дэнни Хьюстон), чтобы обеспечить успех своего блестящего учреждения.

## В ролях
- Джеффри Дин Морган — Исаак «Айк» Эванс, владелец и управляющий отеля Мирамар.
- Ольга Куриленко — Вера Эванс, вторая жена Айка, мачеха Стиви, Дэнни и Лорен; танцовщица ночного клуба.
- Стивен Стрейт — Стивен «Стиви» Эванс, старший сын Айка, «плохой мальчик», менеджер отеля.
- Джессика Маре — Лили Даймонд, третья (трофейная) жена Бена Даймонда и тайная любовница Стиви Эванса.
- Кристиан Кук — Дэниел «Дэнни» Эванс, младший сын Айка, студент юридической школы.
- Елена Сатине — Джуди Сильвер, проститутка, которая работает в отеле.
- Доминик Гарсиа-Лоридо — Мерседес Ласаро, экономка отеля, обучается на стюардессу в Pan Am, любовный интерес Дэнни.
- Тейлор Блэкуэлл — Лорен Эванс, дочь-подросток Айка.
- Дэнни Хьюстон — Бен «Мясник» Даймонд, гангстер.
- Васкес, Юл  -  Виктор Лазаро .

## Эпизоды
| Сезон | Сезон | Эпизоды | Оригинальная дата показа | Оригинальная дата показа |
| Сезон | Сезон | Эпизоды | Премьера сезона          | Финал сезона             |
| ----- | ----- | ------- | ------------------------ | ------------------------ |
|       | 1     | 8       | 30 марта 2012            | 1 июня 2012              |
|       | 2     | 8       | 14 июня 2013             | 9 августа 2013           |

### Сезон 1 (2012)
| № общий | № в сезоне | Название                                                             | Режиссёр            | Автор сценария                | Дата премьеры  | Зрители в США (млн) |
| --- | ---------- | -------------------------------------------------------------------- | ------------------- | ----------------------------- | -------------- | ------------------- |
| 1 | 1          | «The Year of the Fin» «Год окончания»                                | Карл Франклин       | Митч Глейзер                  | 30 марта 2012  | 0.30                |
| 31 декабря 1958 года. Исаак «Айк» Эванс, владелец самого гламурного отеля Майами «Miramar Playa», готов отметить приход нового года на концерте Фрэнка Синатры, но сначала он должен разобраться со своими сотрудниками, которые хотят объединиться в профсоюзы и сорвать его планы. Эванс вынужден заключить злополучный контракт с боссом мафии Майами, Беном Даймондом, чтобы обеспечить своему блестящему заведению и дальнейший успех. Между тем, Стиви (сын Айка) начинает отношения с незнакомкой Лили, которая оказывается новой женой Даймонда. |            |                                                                      |                     |                               |                |                     |
| 2 | 2          | «Feeding Frenzy» «Жажда мяса»                                        | Эд Бьянки           | Митч Глейзер                  | 13 апреля 2012 | 0.37                |
| Айк вынужден иметь дело с рассерженным отцом Майка Штрауса, который внезапно исчез. Между тем, Д.А. использует Дэнни, чтобы помочь ему бороться с организованной преступностью. Стиви узнает, кто такая Лили, но все равно решает продолжать с нейотношения. |            |                                                                      |                     |                               |                |                     |
| 3 | 3          | «Castles Made of Sand» «Замки из песка»                              | Эд Бьянки           | Митч Глейзер                  | 20 апреля 2012 | 0.38                |
| Айк пытается подкупить государственных чиновников, в надежде, что они легализуют азартные игры в его отеле. Бен начинает беспокоиться, что его жена спит со всеми вокруг. Вера встречает неожиданного гостя из прошлого. Между тем, Айк вынужден просить о помощи свою бывшую богатую невестку. |            |                                                                      |                     |                               |                |                     |
| 4 | 4          | «Atonement» «Искупление»                                             | Саймон Селлан Джонс | Митч Глейзер                  | 27 апреля 2012 | 0.39                |
| В то время как у отеля Айка перерыв в работе, Вера планирует экстравагантное благотворительное мероприятие, на котором, она надеется, будет присутствовать Джеки Кеннеди. Виктор же пытается получить жену из Кубы. |            |                                                                      |                     |                               |                |                     |
| 5 | 5          | «Suicide Blonde» «Блондинка-самоубийца»                              | Саймон Селлан Джонс | Митч Глейзер                  | 4 мая 2012     | 0.50                |
| Айк преисполнен решимости избавить Джуди Сильвер от Бена Даймонда. Вера пробует новые способы забеременеть. Облигации Дэнни и Мерседес растут, а облигации Кляина падают вниз. |            |                                                                      |                     |                               |                |                     |
| 6 | 6          | «The Harder They Fall» «Тем больнее они падают»                      | Эд Бьянки           | Митч Глейзер и Лоуренс Коннер | 11 мая 2012    | 0.43                |
| 7 | 7          | «Who's the Horse and Who's the Rider?» «Кто лошадь, а кто наездник?» | Ник Гомес           | Митч Глейзер                  | 18 мая 2012    | 0.47                |
| 8 | 8          | «Time and Tide» «Время и прилив»                                     | Эд Бьянки           | Митч Глейзер                  | 1 июня 2012    | 0.50                |

### Сезон 2 (2013)
| № общий | № в сезоне | Название                                             | Режиссёр            | Автор сценария                                                   | Дата премьеры  | Зрители в США (млн) |
| ------- | ---------- | ---------------------------------------------------- | ------------------- | ---------------------------------------------------------------- | -------------- | ------------------- |
| 9       | 1          | «Crime and Punishment» «Преступление и наказание»    | Кларк Джонсон       | Митч Глейзер                                                     | 14 июня 2013   | 0.50                |
| 10      | 2          | «Angels of Death» «Ангелы Смерти»                    | Терренс О'Хара      | Автор идеи: Джон Манкевич Сценарий: Джон Манкевич и Митч Глейзер | 21 июня 2013   | 0.34                |
| 11      | 3          | «Adapt or Die» «Приспособиться или умереть»          | Эд Бьянки           | Эдуардо Мачадо и Митч Глейзер                                    | 28 июня 2013   | 0.45                |
| 12      | 4          | «Crossroads» «Перекресток»                           | Эд Бьянки           | Митч Глейзер и Тэд Манн                                          | 12 июля 2013   | 0.52                |
| 13      | 5          | «World in Changes» «Изменения в мире»                | Саймон Селлан Джонс | Митч Глейзер                                                     | 19 июля 2013   | 0.34                |
| 14      | 6          | «Sitting on Top of the World» «Сидя на Вершине Мира» | Дэвид Петрака       | Митч Глейзер и Рич Коэн                                          | 26 июля 2013   | 0.44                |
| 15      | 7          | «...And Your Enemies Closer» «...А врагов еще ближе» | Саймон Селлан Джонс | Митч Глейзер                                                     | 2 августа 2013 | 0.56                |
| 16      | 8          | «The Sins of the Father» «Грехи Отца»                | Дэвид Петрака       | Митч Глейзер                                                     | 9 августа 2013 | 0.53                |